# Звенигово
Звени́гово (рос. Звенигово, марій. Провой) — місто, центр Звениговського району Марій Ел, Росія. Адміністративний центр Звениговського міського поселення.

## Населення
Населення — 11946 осіб (2010; 12722 у 2002).